# فريدريش ألبرخت كارل جرين
فريدريش ألبرخت كارل جرين (بالألمانية: Friedrich Albrecht Carl Gren)‏ (و. 1760 – 1798 م) هو كيميائي، وفيزيائي من ألمانيا . ولد في برنبورغ.
وكان عضواً في الأكاديمية البروسية للعلوم .
توفي في هاله (سكسونيا-أنهالت) ، عن عمر يناهز 38 عاماً.

## مناصب وهيئات
أدار جامعة هاله.